# Sean LeBrun
Pour les articles homonymes, voir Lebrun.
Sean LeBrun (né le 2 mai 1969 à Prince George dans la province de la Colombie-Britannique au Canada) est un joueur professionnel canadien de hockey sur glace. Il évoluait au poste d'ailier gauche.

## Biographie
Il rejoint les Chiefs de Spokane de la LHOu en 1985-1986. Il est choisi  par les Islanders de New York lors du repêchage de la Ligue nationale de hockey en 1988. Il devient professionnel en 1989 avec les Indians de Springfield dans la Ligue américaine de hockey.

## Statistiques

### En club
| Saison    | Équipe                        | Ligue |    | Saison régulière | Saison régulière | Saison régulière | Saison régulière | Saison régulière |   | Séries éliminatoires | Séries éliminatoires | Séries éliminatoires | Séries éliminatoires | Séries éliminatoires |
| Saison    | Équipe                        | Ligue | PJ | B                | A                | Pts              | Pun              | PJ               | B | A                    | Pts                  | Pun                  |                      |                      |
| 1985-1986 | Chiefs de Spokane             | LHOu  | 70 | 6                | 11               | 17               | 41               | 9                | 0 | 3                    | 3                    | 7                    |                      |                      |
| 1986-1987 | Chiefs de Spokane             | LHOu  | 6  | 2                | 5                | 7                | 9                | -                | - | -                    | -                    | -                    |                      |                      |
| 1986-1987 | Bruins de New Westminster     | LHOu  | 55 | 21               | 32               | 53               | 47               | -                | - | -                    | -                    | -                    |                      |                      |
| 1987-1988 | Bruins de New Westminster     | LHOu  | 72 | 36               | 53               | 89               | 59               | 5                | 1 | 3                    | 4                    | 2                    |                      |                      |
| 1988-1989 | Americans de Tri-City         | LHOu  | 71 | 52               | 73               | 125              | 92               | 5                | 0 | 4                    | 4                    | 13                   |                      |                      |
| 1989-1990 | Indians de Springfield        | LAH   | 63 | 9                | 33               | 42               | 20               | -                | - | -                    | -                    | -                    |                      |                      |
| 1990-1991 | Islanders de Capital District | LAH   | 56 | 14               | 26               | 40               | 35               | -                | - | -                    | -                    | -                    |                      |                      |
| 1991-1992 | Renegades de Richmond         | ECHL  | 2  | 0                | 0                | 0                | 2                | -                | - | -                    | -                    | -                    |                      |                      |
| 1991-1992 | Islanders de Capital District | LAH   | 14 | 0                | 2                | 2                | 15               | -                | - | -                    | -                    | -                    |                      |                      |
| 1992-1993 | Renegades de Richmond         | ECHL  | 22 | 18               | 26               | 44               | 17               | -                | - | -                    | -                    | -                    |                      |                      |
| 1992-1993 | Islanders de Capital District | LAH   | 39 | 11               | 20               | 31               | 25               | 1                | 0 | 0                    | 0                    | 0                    |                      |                      |